# 1873 en sociologie
| Années de la sociologie : 1870 - 1871 - 1872 - 1873 - 1874 - 1875 - 1876    |
| Décennies de la sociologie : 1840 - 1850 - 1860 - 1870 - 1880 - 1890 - 1900 |

Cet article présente les événements de l'année 1873 dans le domaine de la sociologie. 

## Publications

### Livres
- Herbert Spencer, The Study of Sociology

## Naissances
- François Joseph Charles Simiand (mort en 1935), sociologue, historien et économiste français.